# Association internationale de radioprotection
L'Association internationale de radioprotection, ou International Radiation Protection Association (IRPA), a été créée le 19 juin 1965 durant une réunion à Los Angeles. Les membres incluent des sociétés de radioprotection de 48 pays, ainsi que des personnes individuelles.
Les objectifs définis lors de sa fondation ont été d'améliorer la protection contre les radiations par la professionnalisation et la diffusion internationale de la radioprotection. Dans ce but, ont été promus des pratiques de qualité au travers de la constitution de sociétés nationales et régionales associées, la fourniture de guides de bonne pratique, l'amélioration du niveau de compétence professionnelle et le travail en réseau.
Le premier but de l'IRPA est de permettre une meilleure communication entre tous les acteurs de la radioprotection dans tous les pays, et par ce mécanisme faire progresser la protection contre les radiations dans beaucoup de régions du monde.
L'IRPA organise des rencontres internationales pour les échanges autour de la radioprotection, parmi lesquels les Congrès internationaux de l'IRPA elle-même, qui ont lieu tous les 4 ans environ depuis 1966. L'IRPA a créé en 1992 l'ICNIRP, une ONG basée en Allemagne, qui traite des rayonnements non ionisants et propose des recommandations de valeurs seuils maximales pour différentes fréquences, non ionisantes, des champs électromagnétiques.

## Histoire
La création de l'IRPA résulte de dix ans d'actions et réunions en vue de la formation d'une société internationale pour la protection contre les rayonnements nucléaires. En particulier, l'organisation initiale, la Health Physics Society a établi des "Sections" pour fournir un mécanisme par lequel des pays pourraient avoir leur propre sub-organisation. La première section formée fut celle de la France en 1961, le Japon et le Royaume-Uni suivant en 1962 et 1963.

### Congrès
- IRPA 14 Le Cap, mai 2016
- IRPA 13 Glasgow, mai 2012
- IRPA 12 Buenos Aires, octobre 2008
- IRPA 11 Madrid, mai 2004
- IRPA 10 Hiroshima, mai 2000
- IRPA 9 Vienne, avril 1996
- IRPA 8 Montréal, Mai 1992
- IRPA 7 Sydney, Avril 1988
- IRPA 6 Berlin, Mai 1984
- IRPA 5 Jérusalem, mars 1980
- IRPA 4 Paris, Avril 1977
- IRPA 3 Washington, septembre 1973
- IRPA 2 Brighton, mai 1970
- IRPA 1 Rome, septembre 1966

## Sociétés nationales et régionales associées
| Société                                                   | site web                                                                          |
| --------------------------------------------------------- | --------------------------------------------------------------------------------- |
| Argentine                                                 | https://web.archive.org/web/20091006032057/http://www.sar.radioproteccion.org.ar/ |
| Australie                                                 | http://www.arps.org.au/                                                           |
| Autriche                                                  | http://www.strahlenschutzverband.at/                                              |
| Belgique                                                  | http://www.bvsabr.be/                                                             |
| Brésil                                                    | http://www.sbpr.org.br/                                                           |
| Bulgarie                                                  |                                                                                   |
| Canada - Association canadienne de radioprotection (ACRP) | http://www.crpa-acrp.ca/                                                          |
| Chine                                                     |                                                                                   |
| Colombie                                                  | http://acpr.proteccionradiologica.googlepages.com/inicio                          |
| Croatie                                                   | http://www.hdzz.hr/                                                               |
| Cuba                                                      |                                                                                   |
| Chypre                                                    | http://www.campbe.org/                                                            |
| République tchèque                                        | http://soz.suro.cz/                                                               |
| Afrique de l'Est                                          |                                                                                   |
| Égypte                                                    | http://irpa-egypt.com/                                                            |
| France                                                    | http://www.sfrp.asso.fr/                                                          |
| Germano-Suisse                                            | http://www.fs-ev.de/                                                              |
| Grèce                                                     |                                                                                   |
| Hongrie                                                   | http://www.kfki.hu/elftsv/                                                        |
| Inde                                                      | http:/www.iarp.org.in/                                                            |
| Iran                                                      | http://www.irps.org.ir/                                                           |
| Irlande                                                   |                                                                                   |
| Israël                                                    | http://www.isrp.org.il/about_en.htm                                               |
| Italie                                                    | http://www.airp-asso.it/                                                          |
| Japon                                                     | http://www.jhps.or.jp/                                                            |
| Corée                                                     | http://www.karp.or.kr/                                                            |
| Lituanie                                                  | http://www.rsc.lt/                                                                |
| Madagascar                                                | http://www.geocities.com/mada_instn/                                              |
| Malaisie                                                  | http://www.marpa.org.my/                                                          |
| Mexique                                                   | http://www.smsr.org.mx/                                                           |
| Maroc                                                     | https://web.archive.org/web/20140113032049/http://www.cnesten.org.ma/amr/         |
| Pays-Bas                                                  | http://www.nvs-straling.nl/                                                       |
| Pays nordiques                                            | http://www.nsfs.org/                                                              |
| Pérou                                                     |                                                                                   |
| Philippines                                               |                                                                                   |
| Pologne                                                   |                                                                                   |
| Portugal                                                  | http://www.sppcr.online.pt/                                                       |
| Roumanie                                                  | http://www.srrp.ro                                                                |
| Russie                                                    |                                                                                   |
| Serbie-Monténégro                                         | http://www.jdzz.org.yu/                                                           |
| République slovaque                                       | http://www.ssnm.sk/                                                               |
| Slovénie                                                  |                                                                                   |
| Afrique du Sud                                            | http://www.sarpa-sa.co.za/                                                        |
| Espagne                                                   | http://www.sepr.es/                                                               |
| Royaume-Uni                                               | http://www.srp-uk.org/                                                            |
| Uruguay                                                   |                                                                                   |
| États-Unis                                                | http://www.hps.org/                                                               |
| Venezuela                                                 | http://sovepra.blogspot.fr/                                                       |